# Kong Liang
Kong Liang (12 de mayo de 1986) es un luchador chino de lucha grecorromana. Compitió en Campeonato Mundial de 2014 consiguiendo un 18.º puesto. Ganó una medalla de bronce en Campeonato Asiático de 2016. 